# ماريا أنتونيسكو
كانت ماريا أنتونيسكو (اسمها عند الولادة ماريا نيكوليسكو، عرفت أيضًا باسم ماريا جنرال أنتونيسكو، ولاحقًا ماريا ماريسال أنتونيسكو، أو ريكا أنتونيسكو، 3 نوفمبر 1892 – 18 أكتوبر 1964)، اشتراكية وفاعلة خير رومانية وزوجة رئيس الوزراء السلطوي خلال الحرب العالمية الثانية والقائد يون أنتونيسكو. خلال إقامتها التي دامت مدى حياتها في فرنسا، تزوجت ماريا مرتين قبل زواجها من أنتونيسكو، واشتهرت بشكل خاص بترأسها منظمة خيرية كانت جزءًا من منظمة مجلس دعم الأعمال الاجتماعية، والتي كانت فيتوريا جوغا معاونتها الرئيسية فيها. استفاد المجلس إلى حد كبير من السياسات المعادية للسامية التي استهدفت اليهود الرومان، واستفاد بشكل خاص أيضًا من ترحيل يهود بيسارابيا إلى مقاطعة ترانسنيستريا، وكسبت ملايين الليو الروماني نتيجة المصادرات والانتزاعات الاعتباطية.
مع اعتقالها بعد فترة قصيرة من انقلاب شهر أغسطس لعام 1944 الذي أطاح بزوجها، كانت ماريا أنتونيسكو لفترة قصيرة أسيرة حرب في الاتحاد السوفييتي، وبعد فترة من انعدام اليقين، حوكمت وأصدر النظام الشيوعي بحقها حكمًا حول تهم بارتكاب جرائم اقتصادية (اختلاس). ومع سجنها لمدة 5 سنوات وضمها لاحقًا إلى ترحيلات باراغان، أمضت ماريا السنوات الأخيرة من حياتها في منفى داخلي في بوردوساني.

## سيرة حياتها

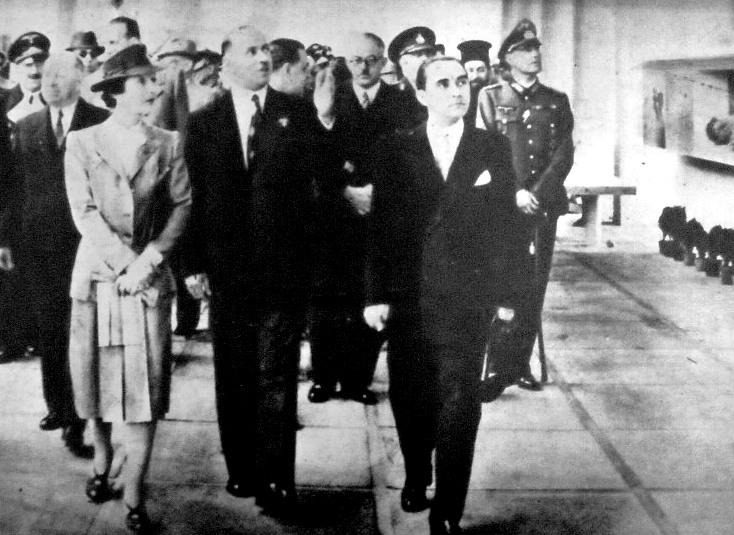
مشهد من الحرب العالمية الثانية في بوخارست: مسؤولون رومانيون ودبلوماسيون ألمان نازيون يحضرون معرضًا مخصصًا لترانسنيستريا، وهي منطقة أوكرانية احتلتها رومانيا مؤخرًا. في وسط الصورة، يظهر جورجي أليكسيانو، حاكم ترانسنيستريا (الذي أُعدم بسبب جرائم الحرب التي ارتكبها في ترانسنيستريا عام 1946). التسمية التوضيحية الأصلية: D-na Maria Mareşal Antonescu، d. البروفيسور ميهاي أنتونيسكو، نائب رئيس مجلس الوزراء، د. البروفيسور G. Alexeanu، membrii guvernului şi Corpului Diplomatic la inaugurarea Expoziţiei Transnistriei ("السيدة مارشال أنتونيسكو، البروفيسور ميهاي أنتونيسكو، نائب رئيس مجلس الوزراء، البروفيسور ج. ألكسيانو [هكذا]، أعضاء الحكومة والسلك الدبلوماسي في افتتاح معرض ترانسنيستريا")

### نشأتها
ولدت ماريا في كالافات، وكانت ابنة ضابط الجيش الروماني تيودور نيكوليسكو، الذي كان قد حارب في حرب الاستقلال الرومانية، وزوجته أنجيلا (أو أنجيلينا). كانت شقيقة أنجيلا قد تزوجت تيتيكا أوراسكو، أحد أعضاء أرستقراطية البويار. وفقًا للباحثة والصحفية لافينيا بيتيا، من المحتمل أن تيودور نيكوليسكو قد بدد ثروة الأسرة، وهو ما يفسر، حسب قولها، عدم امتلاك ماريا لجهاز عروس. تزوجت ماريا جورج كيمبرو، موظف شرطة، وأنجبت منه ولدًا عرف أيضًا باسم جورج. كان الطفل من ذوي الاحتياجات الخاصة جسديًا بسبب إصابته بشلل الأطفال. توفي كيمبرو قبل العام 1919، وهو التاريخ الذي انتقلت بعده ماريا إلى باريس. في شهر يوليو من عام 1919، تزوجت مرة ثانية رجل الأعمال غويوم أوغست جوزيف بيير فولر، الذي كان يهوديًا فرنسيًا.
بعد فترة قصيرة من طلاقها من فولر في عام 1926 وزواجها من أنتونيسكو، الملحق العسكري السابق لرومانيا في فرنسا، انتقلت ماريا إلى بوخاريست، حيث شغل زوجها الجديد منصب الأمين العام لوزارة الدفاع. تشير الأقاويل إلى أن الثنائي التقيا ووقعا في حب بعضهما قبل إتمام ماريا لطلاقها. تختلف المصادر حول تاريخ الزواج، الذي أشير إلى أنه إما كان في 29 من شهر أغسطس من عام 1927، أو في يوم غير محدد من عام 1928. اتسمت حياتهما كثنائي حسب الأقاويل بتعنت أنتونيسكو حيال الحياة العامة ونفوره منها. إلا أنه مع نيل أنتونيسكو مكانة مرموقة ومناصب سياسية هامة، أصبحت ماريا أيضًا محط انتباه العامة.
حسب ما يقال، حين أصبحت ماريا في نهاية المطاف شخصية سياسية هامة، كانت الطبقة العليا تنظر إليها بوصفها محدثة نعمة.
في عام 1938، ومع انحدار العلاقة بين يون أنتونيسكو والملك كارول الثاني إلى صراع مفتوح، دبر الملك محاكمة يون أنتونيسكو على زواجه المتعدد، استنادًا إلى تهم بأن ماريا وفولر لم يتوصلا إلى الطلاق في أي وقت. وبمساعدة من قبل محاميه ميهاي أنتونيسكو، تمكن القائد المستقبلي من دحض التهمة، وتشير الأقاويل إلى أن التصور بأنه كان يتعرض للاضطهاد من قبل حاكم سلطوي عاد عليه بالاحترام من قبل العامة. بحلول تلك الفترة، وعلى الرغم من حديث الضابط العلني عن علاقة كارول الثاني خارج الزواج مع عضوة مجلس العموم إلينا لوبيسكو، نظر إلى زواجه من مطلقة بازدراء من قبل بعض المعلقين في تلك الآونة.

### السنوات الأولى للحرب
في أواخر العام 1940، ونتيجة للأزمة اجتماعية كبرى، أقيمت في رومانيا دولة الفليق الوطني، وتنازل كارول عن العرش لصالح الملك الشاب ميخائيل الأول. وآلت إلى أنتونيسكو صلاحيات دكتاتورية، كقائد، وأقام شراكة في الحكومة مع الحرس الحديدي الفاشي. في تلك الفترة، أقامت ماريا صداقات مقربة من فيتوريا جوغو أرملة رئيس الوزراء المعادي للسامية أوكتافيان جوغا. وتدريجيًا تحولت صداقتهما إلى جماعة ضغط سياسي ضمت أيضًا فيتوريا (أو ساندا) مانويلا، زوجة عالم الاجتماع سابين مانويلا، وفيتوريا باربول، زوجة الدبلوماسي جورج باربول، والكاتبة جورجيتا كانسيكوف (زوجة الموظف الحكومي ميرسيا كانسيكوف)، وضمت لفترة قصيرة إلفيرا سيما، زوجة قائد الحرس الحديدي هوريا سيما. كانت حلقة الزوجات السياسية بشكل أو بآخر «بلاط» ماريا أنتونيسكو، ونافست حلقة هيلين أميرة اليونان والدانمارك، ومع منافسة أنتونيسكو في البلاط الملكي، باتت الأميرة هيلين، لهذا السبب ولأسباب أخرى، متشككة حيال مبادرات ماريا أنتونيسكو السياسية. وحسب الأقاويل فإن الأميرة أبدت تذمرًا أمام معارفها الأجانب أن الثنائي أنتونيسكو كانا «متهورين».
وعلى الرغم من ذلك، ومع بداية العام 1941، انضمت ماريا أنتونيسكو إلى مجلس تجمع الملكة إليزابيتا، التي كانت منظمة خيرية ترأستها الأميرة هيلين. وتسلمت أيضًا إدارة منظمة خيرية تدار من قبل الدولة، سبريجينول («الدعم»)، التي جعلتها حسب ما يقال منافسة في الصراع بين زوجها والحرس، قبل أن تفضي مذبحة بوخاريست مطلع العام 1941 إلى سقوط الحرس. وفقًا للمؤرخ الإسباني فرانسيسكو فيغا، نالت جهودها الإنسانية تأييد الفصائل الأكثر محافظة والمؤيدة لأنتونيسكو ردًا على مشاريع الحرس، مثل مشروع فيلق المساعدة. ضمنت منظمة سبريجينول مشاركة فيتوريا جوغا. وانضمت إليهم أيضًا زوجة بطل الحرب العالمية الأولى، الجنرال قسطنطين بريزان، وساندا مانويلا.
كعلامة على التحرر في أعقاب تمرد العام 1941، طُهرت إلفيرا سيما بشكل رسمي من الحزب، واتهمت (زورًا) باختلاس أموال المنظمة الخيرية. من منفاه في ألمانيا النازية، اتهم هوريا سيما «الفيتوريات الثلاث» بأنها كانت العقل المدبر لسقوطه هو وزوجته، عن طريق صلاتهم مع ماريا أنتونيسكو.
رُفّعت الأخيرة لتترأس مجلس دعم الأعمال الاجتماعية، وقد جعل ذلك الترفيع جميع المنظمات الخيرية تندمج في منظمة واحدة. وكان المنظمة قد تأسست من خلال مرسوم في 20 من شهر نوفمبر من عام 1940، إلا أنها لم تنل رخصتها سوى في 12 من شهر يونيو من عام 1942. وحددت الرخصة أن المجلس كان «مؤسسة دولة تمتلك قانونها وذمتها المالية الخاصين»، كان من بين أعضائها الذين يشغلون مناصب أخرى وزراء الحكومة وبطريرك سائر رومانيا، وعين آخرون من خلال مراسيم أصدرها القائد. ووفقًا لما ذكرت كتاب ريفيستا دي لجيينا سوسيال (مراجعة تحسين النسل الروماني)، «فإن برنامجها الشامل» كان يتضمن «التنسيق بين مؤسسات الإعانة الخاصة والعامة ضمن نطاق المساعدات الاجتماعية، والإشراف على المنظمات الخيرية الخاصة والسيطرة عليها، وأخيرًا أخذ زمام المبادرة في إقامة مؤسسات مساعدات اجتماعية جديدة». كان المجلس مهتمًا بصورة خاصة «بحماية الطبقة العاملة» وإنفاق 100 مليون ليو روماني حسب الأقاويل على مقاهي المدارس، ونحو مليون ليو روماني على مطاعم الفقراء المجانية أو المدعومة.
تصادف تأسيس المجلس مع مشاركة رومانيا في عملية بارباروسا، التي أفضت إلى استعادة بيسارابيا وبوكوفينا الشمالية، واحتلال مقاطعة ترانسنيستريا. ومع منحه شارته الخاصة (الصليب الأزرق)، أصبح المجلس عندها منافسًا مباشرًا لعمل الأميرة هيلين السابق في المساعدات الاجتماعية والإغاثة، وأصبح أيضًا يرغب في أن يكون بديلًا للصليب الأحمر الروماني. تولت البروباغندا الرسمية للنظام على الفور تغطية نشاطات المجلس والترويج لها. كان يُشتبه في أن المجلس يذهب أبعد من مجرد توجيه عمل مؤسسات الرعاية الخاصة، وأنه يريد تخريبها والاستيلاء على استثماراتها. وقد صادر علنًا الذمة المالية لمنظمات الرعاية الأكثر قدمًا، مثل منظمة أومانيتاتيا، التي كانت تملك مستوطنة فتيات في سلانيك.
خلال الأشهر الأولى من عام 1941، قمع الحرس الحديدي بنجاح، واستمالت ماريا أنتونيسكو وفيتوريا جوغا دعمًا للنظام من أحزاب المؤسسة القديمة (على الرغم من أنها اعتبرت ظاهريًا غير قانونية منذ حكم كارول الثاني، أبدى أنتونيسكو تسامحًا حذرًا حيالها). وشرت الصحف الرسمية زيارتهما إلى توبولوفيني، التي كانت إقطاعية سابقة لحزب الفلاحين الوطني، حيث التقيتا بقائد الحزب يون ميهالاتشي. نظم الحدث من قبل الأدميرال دان زاهاريا، الذي كان في الآن نفسه عضوًا في حزب الفلاحين الوطني وصديقًا لزوجها. على الرغم من امتناعها عن إصدار بيانات سياسية علنية، امتدحت ماريا أنتونيسكو ميهالاتشي كزعيم للتجمع والمجتمع المدني. ورأى زعيم حزب الفلاحين الوطني المؤيد للحلفاء، لوليو مانيو، في هذا محاولة من قبل أنتونيسكو لاختيار ميهالاتشي وزيرًا. وكان ردها المباشر إقناع ميهالاتشي بالعدول عن «مساومة نفسه» مع انتماءات كهذه. ومن جانبها، استبدلت ماريا أنتونيسكو الاستعراضات التقليدية هذه بتأييد عام للقضايا الفاشية.
وفي شهر يوليو من عام 1941، كانت ماريا ضيفة رسمية لمعرض مناهضة الماسونية في بوخاريست.